# Opus isodomum

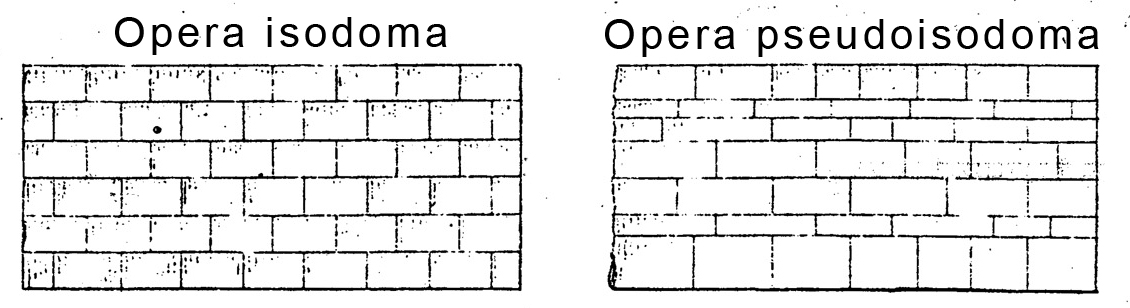
Исодом (Opus isodomum, слева) и псевдоисодом (opus pseudoisodomum, справа)

Исодом (лат. Opus isodomum, греч. ισόδομο σύστημα) — античная техника кладки из обтёсанных каменных блоков. Название «исодомный» происходит от (др.-греч. ίσος — равный, одинаковый и др.-греч. δομής — ряд камней). При исодомном способе укладки блоков в стены все ряды имеют равную высоту. Такая кладка применялась в Древней Греции. Камни были тщательно обтёсаны и плотно подогнаны друг к другу. Камни имели прямоугольный или трапециевидный фасад. Иногда камни были одинаковой длины.
Различают также псевдоисодом (лат. Opus pseudoisodomum, греч. ψευδοϊσόδομο σύστημα). При псевдоисодомном способе укладки блоков в стены ряды существенно различаются по высоте.
Опыт греческого градостроительства обобщён в трактате Витрувия «Десять книг об архитектуре», где приводятся описания используемых в древности каменных кладок. Термины, изложенные Витрувием, применяются в научной литературе.